# Râul Lanca Birda
Râul Lanca Birda este un afluent al râului Timiș. Cursul inițial al râului a fost regularizat, în special în aval de Ghilad și în prezent este de fapt un canal al sistemului de desecare a zonei îndiguite de pe malul stâng al râului Timiș.

## Hărți
- Harta județului Timiș